# Onchocerca stilesii
Onchocerca stilesii är en rundmaskart. Onchocerca stilesii ingår i släktet Onchocerca, och familjen Onchocercidae. Arten är reproducerande i Sverige.